# Antonio Sartorio
Antonio Sartorio (Venetië, 1620 - ald. 30 december 1680) was een Italiaans componist.

## Biografie
Hij was een hoogbegaafd operacomponist, die op meesterlijke wijze tekst en muziek wist te combineren en was in zijn tijd, de tweede helft van de 17 e eeuw, een van de belangrijkste figuren van de Italiaanse operawereld en een belangrijke schakel tussen de componisten Monteverdi en Cavalli en de latere operacomponisten.
Van 1666-1678 was hij kapelmeester aan het hof van de hertog van Brunswijk in Hannover, en in die hoedanigheid een waardig ambassadeur en promotor van de Venetiaanse muziekstijl in het Duitse culturele circuit.
Van 1676-1681 was hij kapelmeester aan de Sint Markus in Venetië. Als kapelmeester werd hij in zijn Venetiaanse periode minder gewaardeerd, vanwege zijn voorkeur voor "wereldse werken" en zijn geringe bijdrage aan geestelijke werken, althans volgens de musicoloog Caffi, die om die reden zijn opvolger Legrenzi beter kon waarderen.
Antonio Sartorio was de broer van de architect Girolamo Sartorio.

## Werken
Zijn bekendste werk is de opera Orfei gecomponeerd voor het carnavalseizoen 1672-1673 en voor het eerst opgevoerd in het Teatro San Salvatore in Venetië.
Het libretto was van de dichter Aurelio Aureli, die meer dan veertig libretto's op zijn naam had staan, en als zodanig een belangrijk figuur was in de ontwikkeling van de opera. 
Zijn opera-oeuvre beslaat, voor zover bekend, zo'n 14 werken, waarvan de belangrijkste zijn:
- Gli amoni infruttuosi (1661)
- La caduta di Elio sejano (1667)
- La properita di Elio sejano (1667)
- L' Orfeo (1673)
- Ercole sul Termodonte (1678)
- Il due tiranni al soglio (1679)

Zijn laatste werk Flora was onvoltooid en werd gecompleteerd door Ziani junior.
- Bibsys: 1024507
- Biblioteca Nacional de España: XX1763410
- Bibliothèque nationale de France: cb14001378q (data)
- Gemeinsame Normdatei: 124522785
- International Standard Name Identifier: 0000 0001 1461 7616
- Library of Congress Control Number: n82055931
- MusicBrainz: f867295b-8586-43bd-9d6e-eabb2c0b9f94
- Nationale Bibliotheek van Tsjechië: mzk2015855837
- Nationale Bibliotheek van Israël: 987007283671105171
- Nederlandse Thesaurus van Auteursnamen: 07236579X
- Istituto Centrale per il Catalogo Unico: VEAV032513
- SNAC: w6b86z0j
- Système universitaire de documentation: 103586903
- Trove: 1027316
- Virtual International Authority File: 71588895
- WorldCat: E39PBJqQtjJBxVDqtFrKq3gYfq